# 13975 Beatrixpotter
13975 Beatrixpotter eller 1992 BP2 är en asteroid i huvudbältet som upptäcktes den 30 januari 1992 av den belgiske astronomen Eric W. Elst vid La Silla-observatoriet. Den är uppkallad efter den brittiska författarinnan Beatrix Potter.
Asteroiden har en diameter på ungefär 3 kilometer.